# Вириал (компания)
«Вириал» — российская компания, разработчик и производитель керамических и металлокерамических материалов и изделий на их основе. Производственную деятельность осуществляет с конца 2000-х годов, подконтрольна госкорпорации «Роснано» и осваивает выпуск продукции на основе наноструктурных материалов.

## История
Компания сконцентрировавшись на производстве керамических материалов и изделий для производителей инструмента с керамическими элементами. Деятельность велась на площадях производственного объединения «Светлана». К 2008 году оборот компании составил 308 млн рублей.
В 2009 году государственная корпорация «Роснано» одобрила инвестиционный проект общей стоимостью 1,7 млрд руб. по созданию на базе «Вириала» производства керамики с использованием наноматериалов, и в обмен на 501,5 млн руб. вложений в проект получила 49,9 % компании ещё 200 млн руб. вложила в проект компания «Сибирская органика», получив долю около 20 % в «Вириале». Выручка компании в 2010 году составила €15 млн (605 млн руб. по курсу на конец 2010 года).
В 2011 году долю в 15 % в компании купил финский фонд прямых инвестиций CapMan. В том же году объявлено о запуске первой очереди серийного производства наноструктурных керамических и металлокерамических изделий и о планах строительства нового завода в санкт-петербургской особой экономической зоне «Ново-Орловская».

## Собственники и руководство
Компания организована в форме общества с ограниченной ответственностью. По состоянию на 2008 год перед вхождением в инвестиционный проект «Роснано» компания принадлежала физическим лицам: Владимиру Румянцеву (33,33 %), Марине Румянцевой (33,33 %), Игорю Кузьмину (14,81 %), Никите Радцигу (7,41 %), Михаил Румянцеву (7,41 %), Ивану Румянцеву (3,7 %). По состоянию на 2011 год доли в компании принадлежат «Роснано» (49,9 %), «Сибирской органике» (20 %), фонду CapMan (15 %), остальные доли — у менеджмента.
Генеральный директор — Владимир Румянцев.

## Производство и сбыт
Компания производит металлокерамику, безоксидную и оксидную керамику, композиционные материалы, керамоматричные композиты, металломатричные композиты, пиролитические материалы. На производстве организован полный цикл порошковой металлургии. Среди выпускаемых изделий — режущий инструмент для сверхтвёрдых материалов, износостойкие подшипники скольжения и элементы для них.
Основные потребители продукции — предприятия машиностроения для нефтедобывающей промышленности, в качестве одного из заказчиков указывается производитель нефтепогружного оборудования «Новомет-Пермь».